# Josep Maria Pujadas i Forgas
Josep Maria Pujadas i Forgas fou un empresari català del sector tèxtil. El 1987 va rebre la Creu de Sant Jordi de la Generalitat de Catalunya per la seva tasca determinant al front de la representació sectorial en plena reconversió industrial, exposat al seu article El Plan de Reconversión del sector textil (1985) a Boletín de Estudios Económicos, i fomentar una estructura de formació professional.